# Stephenie Ann McPherson
Stephenie Ann McPherson, född 25 november 1988, är en jamaicansk friidrottare som främst tävlar i kortdistanslöpning.

## Karriär
McPherson ingick i det jamaicanska lag som tog VM-guld 2015 på 4 x 400 meter.
I mars 2022 vid inomhus-VM i Belgrad tog McPherson brons på 400 meter efter ett lopp på 50,79 sekunder, där hon även satte ett nytt jamaicanskt inomhusrekord. McPherson var även en del av Jamaicas stafettlag som tog guld på 4×400 meter.